# Tomoyuki Yamashita
Tomoyuki Yamashita (山下 奉文 Yamashita Tomoyuki?,  Prefectura de Kōchi, 8 de noviembre de 1885 - Los Baños, La Laguna, Filipinas, 23 de febrero de 1946) fue un general del Ejército Imperial Japonés durante la Segunda Guerra Mundial. Se hizo muy famoso al conquistar las colonias británicas durante la campaña malaya y por la caída de Singapur, ganándose por ello el apodo de «Tigre de Malasia». Algunos autores contemporáneos le han dado el apodo de «Bestia de Bataan». Fue procesado por las atrocidades cometidas por sus tropas, aunque no había pruebas de que aprobara o incluso supiera de las acciones emprendidas por sus subordinados, en un controvertido juicio. Murió ejecutado en 1946 en Filipinas.

## Biografía

### Carrera militar
Nació en la Prefectura de Kōchi. Tras licenciarse en la academia de cadetes en 1905, Ascendido a teniente en 1908 tras su paso por la Academia Imperial de Tokio, Yamashita fue destinado a una unidad de combate. Asistió a la escuela de estado mayor entre 1913 y 1916. Entre 1919 y 1921, el entonces capitán Yamashita trabajó en las oficinas agregadas de defensa en Berlín y Berna.
Ascendido a comandante en 1921, teniente coronel 1925, en 1929 promovido a coronel y en 1930 a mayor general (Rikugun-Shōshō).Pese a su evidente capacidad, Yamashita fue tratado fríamente en el ejército. Cayó en desgracia con el emperador Hiro-Hito cuando manifestó compasión por  los oficiales rebeldes en el Incidente del 26 de febrero de 1936. También chocó con Hideki Tōjō y su facción. Yamashita insistía en que Japón debería terminar su conflicto con China y mantener relaciones pacíficas con los Estados Unidos y el Reino Unido, pero fue destinado a un puesto sin importancia en el Ejército de Kwantung. 
En diciembre de 1940, Yamashita fue enviado en misión militar a Alemania e Italia. En 1941 fue puesto al mando del 25 Ejército. En la campaña malaya, comenzada el 8 de diciembre de 1941 y terminada el 15 de febrero de 1942, sus 30 000 soldados, en 70 días, a costa de diez mil bajas, habían infligido más de 38 000 bajas y tomado más de 130 000 prisioneros - soldados indios, australianos y británicos - además de conquistar la plaza rica y simbólica de Singapur, y abrir la ruta a las Indias Orientales Neerlandesas. 
El héroe de la campaña fue de todos modos apartado a Manchuria nuevamente, y fue a todos los efectos marginado durante la mayor parte de la guerra del Pacífico. Se suele pensar que fue el primer ministro Tojo el responsable de su marginación, porque lo percibía como una amenaza.

### Combates en Filipinas
En 1944, cuando la situación de la guerra se volvió crítica para Japón, el general Yamashita asumió el mando japonés en la defensa de las Filipinas. El ejército estadounidense desembarcó en la isla de Leyte solo diez días después de la llegada de Yamashita a Manila. Éste, con maniobras para prolongar la batalla y causar al enemigo el mayor número posible de bajas fue forzado a retirarse de Manila a las montañas del norte de Luzón. Yamashita dio órdenes de evacuar Manila, pero el contralmirante Iwabuchi Sanji desobedeció las órdenes y se hizo cargo de la defensa de la ciudad, convirtiendo la ciudad en un campo de batalla. Durante los combates en la capital filipina se produjo lo que se conoció como la masacre de Manila, en la que se calcula que  murieron cerca de cien mil civiles filipinos. 
Yamashita siguió usando después tácticas dilatorias para mantener su ejército operativo hasta la rendición de Japón en septiembre de 1945. Sus fuerzas se rindieron a los generales aliados Arthur Ernest Percival y Jonathan Wainwright.

### Juicio y ejecución

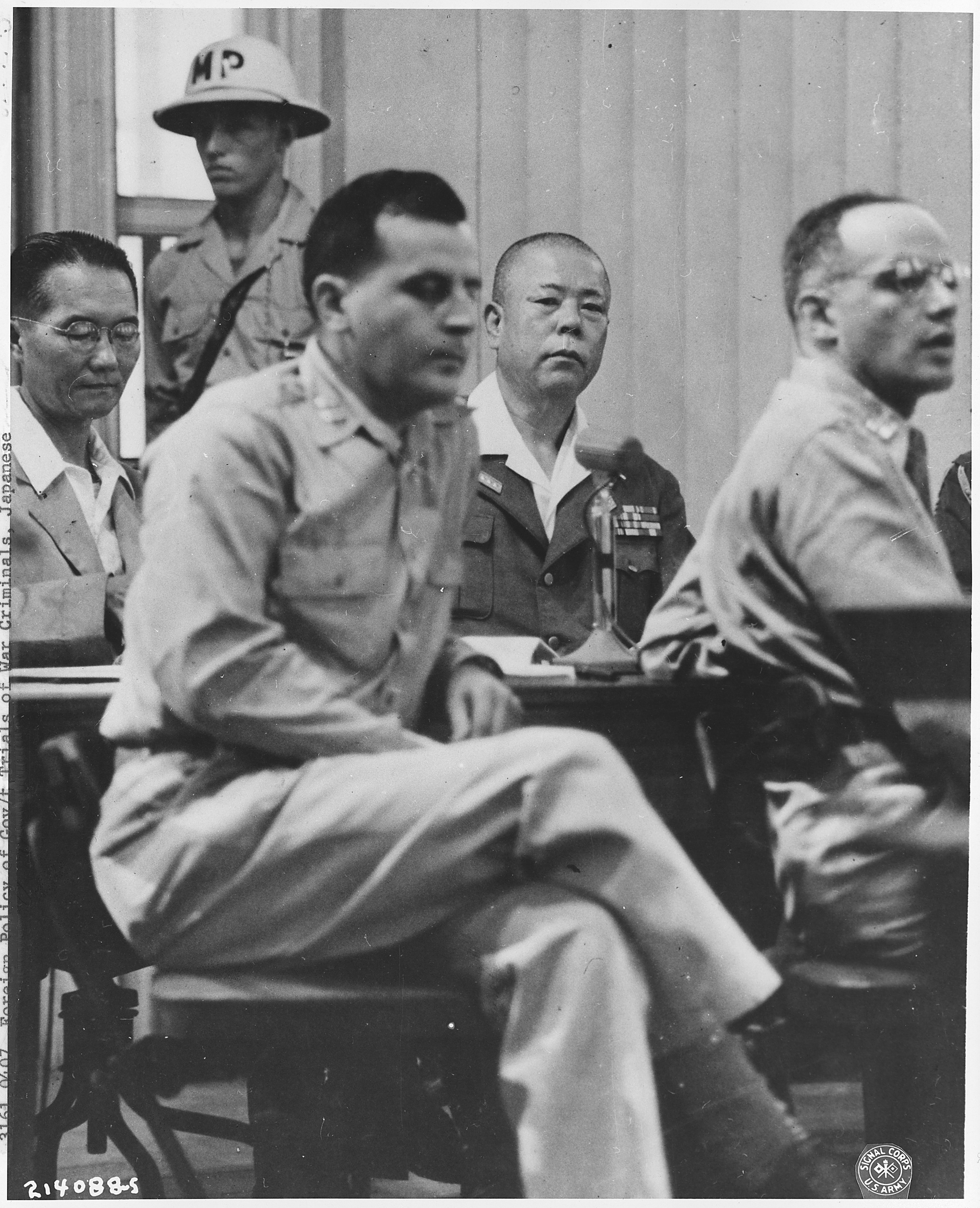
El General Yamashita (en segundo plano a la derecha), en su juicio en Manila, noviembre de 1945

Una Comisión militar estadounidense juzgó al General Yamashita y lo sentenció a muerte. Fue ahorcado —muerte infame para un militar— el 23 de febrero de 1946. Se sostienen toda clase de dudas acerca de la legitimidad del juicio y de la condena. Se dice que fue acusado por sus soldados de crímenes que nunca había ordenado o de los que no habría podido tener conocimiento.[cita requerida] Se cree que el juicio "programado" fue la venganza privada del General Douglas MacArthur para el ocupante de "sus" Filipinas, un general que operó con más eficacia y talento que él, Yamashita aguantó mucho más que el propio McArthur en la defensa de las Filipinas, dado que contaba con el sacrificio desinteresado de sus hombres que preferían perder la vida antes de rendirse por la Gloria del Emperador, lo que amargó mucho su prometido regreso, y por lo que MacArthur estaba muy resentido, sentimiento que lo acompañó hasta su muerte, dado que siempre consideró al General Yamashita inferior a él.[cita requerida]
Según el historiador neerlandés Ian Buruma, el juicio de Yamashita fue un «montaje». «El fiscal estadounidense habló abiertamente de su deseo de ahorcar japos (utilizando el término despectivo). Y el general MacArthur quería vengarse por haber perdido Filipinas, por lo que aceleró el juicio y decidió que Yamashita fuera ahorcado, antes incluso de que llegaran los dos votos particulares contrarios del Tribunal supremo. Los jueces opuestos a la sentencia calificaron al juicio de "linchamiento judicial sin las debidas garantías procesales". Se considera que fue una venganza similar a la realizada con el general Homma Masaharu. La sentencia de muerte de Yamashita fue anunciada en el aniversario de Pearl Harbor».

## Condecoraciones
- Gran Cruz de la Orden del Águila Alemana, 1.ª Clase (Grosskreuz des Verdienstorden vom Deutschen Adler I. Klass).
- Cruz  de 5.ª Clase sin Espadas de la Orden del Águila Alemana (Deutscher Adlerorden Kreuz 5. Klasse).
- Orden de la Corona de Rumania, Cruz de Comendador sin espadas  (Ordinul Coroana Romaniei in grad de Mare Cruce).
- Estrella de la Orden del Sagrado Tesoro (瑞宝章), 1.ª Clase.
- Orden de Milano Dorado (金鵄勲章) 3.ª Clase.
- Orden del Sol Naciente (きょくじつしょう), 1.ª Clase.
- Medalla de entronización de Taisho de 1915 (1915大正大禮章).
- Medalla de la Guerra de 1914-1920 (1914-1910大正三年乃至九年戦役従軍記章).
- Medalla de la Victoria - Primera Guerra Mundial (大正三四年従軍記章).
- Medalla de entronización de Showa (昭和記念勲章).
- Medalla conmemorativa del 2600° aniversario de Japón (紀元二千六百年祝典記念章).
- Medalla Incidente de Guerra con Manchuria 1931-1934 (1931-1934満州事変戦争勲章).
- Medalla del primer censo nacional de Japón (国勢調査記念章).
- Medalla al Mérito de la Fundación Nacional de Manchukuo 1933 (大満州国建国功労章).
- Medalla Visita del Emperador de Manchuria a Japón 1934 (満州国皇帝訪日記念章).